# Karl Wilhelm von Fritsch

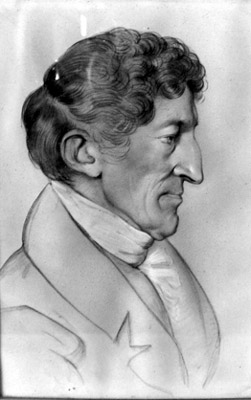
Karl Wilhelm Freiherr von Fritsch

Karl Wilhelm Freiherr von Fritsch (* 16. Juli 1769 in Weimar; † 16. Oktober 1851 ebenda) war ein deutscher Regierungsrat und langjähriger Staatsminister des Großherzogtums Sachsen-Weimar-Eisenach.

## Leben und Werk
Fritsch war ein Sohn des Politikers Jakob Friedrich von Fritsch und Bruder des Oberforstmeisters Friedrich August von Fritsch (1769–1845); Thomas von Fritsch war sein Großvater. Er studierte an der Universität in Jena und wechselte später nach Leipzig. Nach erfolgreichem Abschluss seines Studiums bekam er 1789 eine Anstellung als Regierungsassessor in seiner Heimatstadt.
Im Jahr 1791 wurde er Mitglied, 1805 Leiter der Generalpolizeidirektion in Weimar und rückte, als diese 1807 zum Landespolizeikollegium erhoben wurde, zu dessen Präsidenten auf. Der 1793 zum Regierungsrat ernannte Politiker wurde 1811 Mitglied des Geheimen Consiliums und für über 30 Jahre (1815–1848) Wirklicher Geheimer Rat und Staatsminister. In Anerkennung seiner Verdienste wurde ihm am 30. Januar 1816 das Großkreuz des Hausordens vom Weißen Falken des Großherzogtums Sachsen-Weimar-Eisenach verliehen. Beim Karlsbader Kongress des Jahres 1819 vertrat er Weimar und bei der Ministerkonferenz in Wien 1833/1834 ganz Sachsen. Zum 50-jährigen Dienstjubiläum am 31. Oktober 1839 wurde er außerordentlich gewürdigt.
1843 zwang ihn sein Augenleiden, alle seine Ämter niederzulegen und sich ins Privatleben zurückzuziehen. Sein Vater hatte ihm schon zu Lebzeiten das Rittergut Großgestewitz überlassen, das dieser 1804 von seiner kinderlosen Schwester geerbt hatte. Fritsch starb im 83. Lebensjahr am 16. Oktober 1851 in seiner Heimatstadt und fand dort auch seine letzte Ruhestätte. Verheiratet war er seit dem 17. Mai 1803 mit der aus fränkischem Uradel stammenden Henriette Freiin Wolfskeel von Reichenberg. Der gemeinsame Sohn war der spätere Politiker Carl von Fritsch.

## Freimaurer
Karl Wilhelm von Fritsch wurde 1807 in Rudolstadt in die Freimaurerei aufgenommen. Bei der Wiedererweckung der Loge Anna Amalia zu den drei Rosen in Weimar 1808 war er dabei; 1818 wurde er deren Meister vom Stuhl und blieb es bis zu seinem Tod. Er hielt in der Loge den Nachruf auf den Freimaurerbruder Johann Wolfgang von Goethe, der ebenfalls Mitglied dieser Loge war.
Im Jahre 1833 bekannte sich von Fritsch bei einer Kabinettskonferenz in Wien offen zur Freimaurerei. Fritsch widerlegte in Korrespondenzen, Reden und Schriften erfolgreich alle Verdächtigungen gegenüber der Freimaurerei, die von Metternich öffentlich geäußert wurden. Damit erreichte Fritsch eine Abkehr von der drohenden Sperrung der Logen in Österreich.

## Korrespondenz, Publikationen
- Zwei Briefbände des Guts- und Familienarchivs auf Schloss Seerhausen mit 256 historisch wertvollen Briefen an Karl Wilhelm von Fritsch und seinen Vater Jakob Friedrich von Fritsch, darunter 25 von Johann Wolfgang von Goethe, konnte die Familie bei der Enteignung 1945 sicherstellen. Die Erbengemeinschaft übergab sie 2001 dem Sächsischen Staatsarchiv.[9]
- [anonym:] Erinnerungen des Enkels an Betrachtungen des Großvaters. Weimar 1810. (Digitalisat)
- [W. Müller:] Die Kriegsleiden und Kriegskosten des Herzogtums Sachsen-Weimar-Eisenach von 1806 bis 1814. Eine gleichzeitige geschichtliche Aufzeichnung des späteren weimarischen Ministers Carl Wilhelm Freiherrn von Fritsch, mitgeteilt von W. Müller. In: Zeitschrift des Vereins für Thüringische Geschichte und Altertumskunde. Neue Folge, 22. Band. 1915, S. 203–212.